# Liste des espèces d'oiseaux inscrites à l'Annexe II de la CITES
La liste suivante recense les espèces vulnérables d'oiseaux inscrites à l'Annexe II de la CITES.
Sauf mention contraire, l'inscription à l'Annexe d'une espèce inclut l'ensemble de ses sous-espèces et de ses populations.

## Liste[1]
- Famille des Anatidae :
  - Anas bernieri
  - Anas formosa
  - Branta ruficollis
  - Coscoroba coscoroba
  - Cygnus melancoryphus
  - Dendrocygna arborea
  - Oxyura leucocephala
  - Sarkidiornis melanotos

- Famille des Trochilidae :
  - Trochilidae spp.  (sauf les espèces inscrites à l'Annexe I)

- Famille des Balaenicipitidae :
  - Balaeniceps rex

- Famille des Ciconiidae :
  - Ciconia nigra

- Famille des Phoenicopteridae :
  - Phoenicopteridae spp.

- Famille des Threskiornithidae :
  - Eudocimus ruber
  - Geronticus calvus
  - Platalea leucorodia

- Famille des Columbidae :
  - Gallicolumba luzonica
  - Goura spp.

- Famille des Bucerotidae :
  - Aceros spp. (sauf les espèces inscrites à l'Annexe I)
  - Anorrhinus spp.
  - Anthracoceros spp.
  - Berenicornis spp.
  - Buceros spp. (sauf les espèces inscrites à l'Annexe I)
  - Penelopides spp.
  - Rhyticeros spp. (sauf les espèces inscrites à l'Annexe I)

- Famille des Musophagidae :
  - Tauraco spp.

- Ordre des Falconiformes :
  - Falconiformes spp. (sauf Caracara lutosa et les espèces de la famille Cathartidae, qui ne sont pas inscrites aux annexes ; ainsi que les espèces inscrites aux Annexes I et III)

- Famille des Phasianidae :
  - Argusianus argus
  - Gallus sonneratii
  - Ithaginis cruentus
  - Pavo muticus
  - Polyplectron bicalcaratum
  - Polyplectron germaini
  - Polyplectron malacense
  - Polyplectron schleiermacheri
  - Syrmaticus reevesii
  - Tympanuchus cupido attwateri

- Famille des Gruidae :
  - Gruidae spp. (sauf les espèces inscrites à l'Annexe I)

- Famille des Otididae :
  - Otididae spp. (sauf les espèces inscrites à l'Annexe I)

- Famille des Cotingidae :
  - Rupicola spp.

- Famille des Emberizidae :
  - Gubernatrix cristata
  - Paroaria capitata
  - Paroaria coronata
  - Tangara fastuosa

- Famille des Estrildidae :
  - Amandava formosa
  - Lonchura oryzivora
  - Poephila cincta cincta

- Famille des Fringillidae :
  - Carduelis yarrellii

- Famille des Meliphagidae :
  - Lichenostomus melanops cassidix

- Famille des Muscicapidae :
  - Cyornis ruckii
  - Dasyornis broadbenti litoralis
  - Dasyornis longirostris
  - Garrulax canorus
  - Garrulax taewanus
  - Leiothrix argentauris
  - Leiothrix lutea
  - Liocichla omeiensis

- Famille des Paradisaeidae :
  - Paradisaeidae spp.

- Famille des Pittidae :
  - Pitta guajana
  - Pitta nympha

- Famille des Pycnonotidae :
  - Pycnonotus zeylanicus

- Famille des Sturnidae :
  - Gracula religiosa

- Famille des Ramphastidae :
  - Pteroglossus aracari
  - Pteroglossus viridis
  - Ramphastos sulfuratus
  - Ramphastos toco
  - Ramphastos tucanus
  - Ramphastos vitellinus

- Ordre des Psittaciformes :
  - Psittaciformes spp. (sauf les espèces inscrites à l'Annexe I, ainsi qu'Agapornis roseicollis, Melopsittacus undulatus, Nymphicus hollandicus et Psittacula krameri, qui ne sont pas inscrites aux annexes)

- Famille des Rheidae :
  - Pterocnemia pennata pennata
  - Rhea americana

- Famille des Spheniscidae :
  - Spheniscus demersus

- Ordre des Strigiformes :
  - Strigiformes spp. (sauf les espèces inscrites à l'Annexe I et Sceloglaux albifacies)